# بغداد وردبدگان
بغداد وردبدگان (پارسی میانه: Baydād ī Wardbed(a)gān) یا بغداد وردپاتکان یکی از نجیب‌زادگان ساسانی در سده سوم میلادی در زمان حکومت شاپور یکم بود. نام او با وردپاتکان (نام قدیم گلپایگان) مرتبط است.

## زندگی

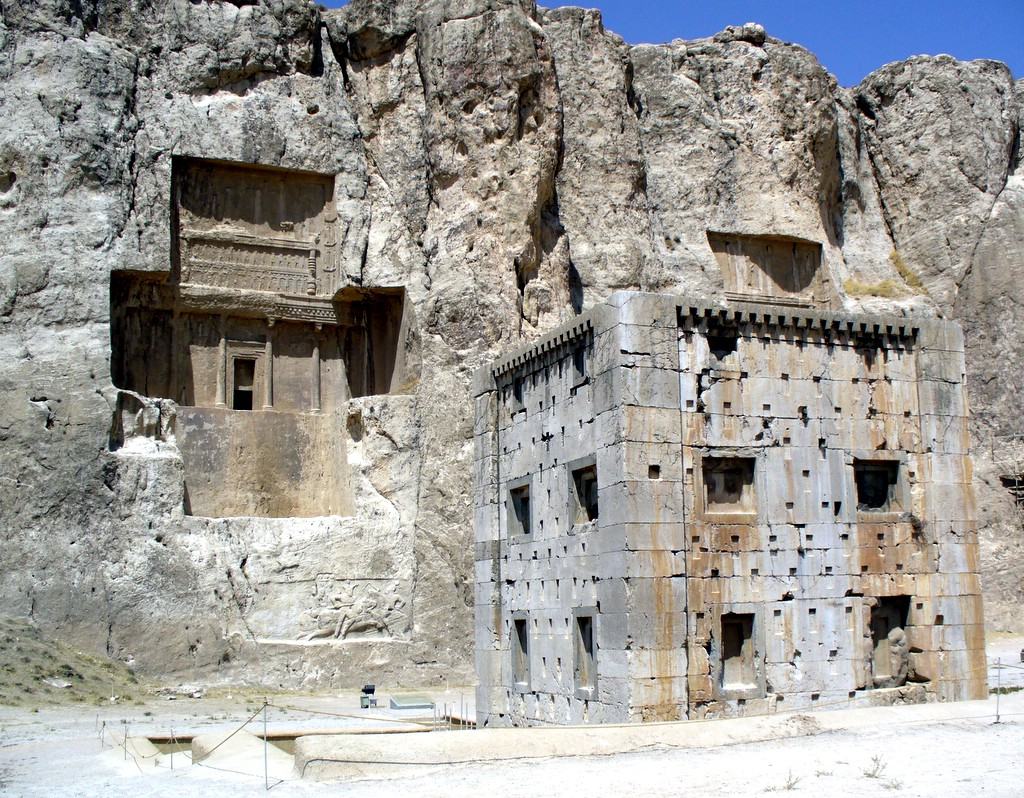
کعبه زرتشت، جایی که سنگ‌نوشته شاپور یکم حک شده‌است

از او در سنگ‌نوشته شاپور یکم بر کعبه زرتشت یاد شده‌است. او در این سنگ‌نوشته در میان ۶۷ نجیب‌زاده در رتبهٔ شصت قرار دارد. اطلاعات دیگری از زندگی او در دست نیست.